# قينان الغامدي
قينان الغامدي إعلامي سعودي، من مواليد منطقة الباحة 1957م جنوب المملكة العربية السعودية.

## الطفولة
ولد بمنطقة الباحة بقرية الطويلة سنة 1957م. إحدى قرى المنطقة وترعرع فيها حتى انتقل إلى الطائف بحسب عمله هناك.

## حياته
تخرج من قسم اللغة العربية في كلية المعلمين في الطائف، وحصل على ليسانس اللغة العربية من جامعة الإمام محمد بن سعود وعمل مدرساً في مدارس الطائف وجدة قرابة 11 سنة. بدأ مشواره الصحافي عام 1980، مراسلاً لصحيفة عكاظ في مكتبها في مدينة الطائف ثم مديرا لمكتبها في الطائف لمدة سنة تقريبا، وما لبث أن انتقل إلى مركزها الرئيس في جدة محرراً، ثم تدرج في المناصب التحريرية، من محرر أول إلى سكرتير تحرير إلى مدير تحرير حتى بات واحد من ثلاثة نواب لرئيس التحرير، واستمر حتى أواخر التسعينات من القرن الميلادي الماضي. تسلم رئاسة تحرير صحيفة البلاد لمدة عامين. اختير أول رئيس تحرير لصحيفة الوطن وبقي فيها نحو 4 أعوام، منها عامين في الفترة التحضيرية التي سبقت صدور الجريدة. وكان له دور في تشكيل شخصيتها ورؤيتها.
لايزال يكتب عموداً يومياً في صحيفة الوطن، يركز فيه على هموم المواطن.
عضو في هيئة الصحفيين السعوديين، كما أنه عضو في مجلس إدارة مؤسسة عسير للصحافة والطباعة والنشر التي تصدر صحيفة الوطن. وعمل في قناة العربية في دبي لمدة شهرين أثناء مرحلة تأسيس وإطلاق القناة.
أوقف عن الكتابة في جريدة الوطن بعد المقالات والردود الشهيرة بينه وبين الشيخ الدكتور سعد البريك في أن الدولة السعودية هي دولة مدنية إسلامية وليست دينية، بينما يرد عليه البريك بأنها دولة دينية إسلامية وأن المدنية تتعارض مع الإسلام. وقد سُمح لقينان الغامدي بالكتابة في صحيفة الوطن على أن يلتزم بالكتابة الهادفة وعدم الخروج عن المألوف.
وقد صدر في تاريخ 2009/10/04 قرار وزير الثقافة والإعلام السعودي الدكتور عبد العزيز خوجة بتعيين قينان عبد الله الغامدي رئيسًا لتحرير صحيفة يومية جديدة باسم "الشرق"، وأقيل من رئاسة التحرير في 5-2- 2013.
ويعد الغامدي من الصحافيين السعوديين الذين شهدت حياتهم تنقلات ومراحل عدة بعد أن كان معلمًا ليتجه إلى الصحافة بعد أن رفض وزير التعليم السابق منحه إعارة، فترك (التعليم) واتجه إلى الصحافة، وكان أهم سبق صحفي في بدايته المهنية هو التصريح الذي أخذه من وزير البترول السعودي سابقًا أحمد زكي يماني.
وأوقف الغامدي عدة مرات عن عمله الصحفي بسبب مغامراته، وأخطائه المهنية، إلا أن تجربته الأخيرة في صحيفة "الشرق" شهدت الكثير من التعثرات بسبب عدم التزام المؤسسين للصحيفة بالمبالغ التي ستُصرف عليها، ولعدم إلمام أمناء مجالس الإدارة بالعمل في الصحف.

## مناصب
- رئيس التحرير المؤسس لصحيفة صحيفة الشرق (السعودية) سابقاً تمت إقالته في 5 فبراير 2013.
- رئيس تحرير صحيفة الوطن السعودية (سابقاً).
- رئيس تحرير صحيفة البلاد (سابقاً).
- عضو مؤسسة عسير للصحافة والنشر وعضو مجلس إدارتها، عضو اللجنة التأسيسية لهيئة الصحفيين السعوديين وعضو مجلس ادارتها في دورتيه الأولى والثالثة.
- تدرج في صحيفة عكاظ، بداية من مراسل إلى منصب نائب رئيس التحرير.
- كاتب عمود يومي بصحيفة الوطن سابقا.
- كاتب عمود يومي بصحيفة الشرق سابقاً.[2]